# Launewitz
Launewitz ist ein Ortsteil von Dothen, einem Ortsteil der Stadt Schkölen im Saale-Holzland-Kreis in Thüringen.

## Geografie und Geologie
Launewitz ist unmittelbares Nachbardorf von Willschütz. Es liegt auf dem Plateau des Ackerlandes westlich von Schkölen und ist mit einer Ortsverbindungsstraße an das öffentliche Verkehrsnetz angebunden. Die Gemarkung des Weilers liegt auf fruchtbaren Lößstandorten, die schwarzerdeähnliche Böden besitzen.

## Geschichte
Die urkundliche Ersterwähnung erfolgte für den Ort 1350.
Am Giebel des ehemaligen Schulgebäudes von 1350 existiert noch eine alte Schuluhr von damals. Sie soll wieder gangbar gemacht werden.